# Señoritas
Señoritas är en ort i Mexiko.   Den ligger i kommunen Zapotlanejo och delstaten Jalisco, i den centrala delen av landet, 400 km väster om huvudstaden Mexico City. Señoritas ligger 1 698 meter över havet och antalet invånare är 173.
Terrängen runt Señoritas är kuperad åt nordväst, men åt sydost är den platt. Runt Señoritas är det ganska tätbefolkat, med 96 invånare per kvadratkilometer. Närmaste större samhälle är Zapotlanejo, 12,1 km söder om Señoritas. I omgivningarna runt Señoritas växer huvudsakligen savannskog.